# Viktor Hirsch
Viktor Hirsch (* um 1940) ist ein ehemaliger österreichischer Tischtennisspieler. Er wurde dreimal österreichischer und einmal australischer Meister.
Der Vorname wird manchmal auch als Victor geschrieben.

## Werdegang
Hirsch vertrat Österreich bei den Jugendeuropameisterschaften 1957 und 1958. Dabei erreichte er im Doppel mit Hans Zankl jeweils das Endspiel. 1958 nahm er an der Europameisterschaft der Erwachsenen teil, ein Jahr später wurde er für die Weltmeisterschaft in Dortmund nominiert. 1959 und 1960 gewann er die österreichische Meisterschaft im Einzel. In der nationalen Rangliste belegte er 1960 Platz eins.
1960 wanderte er nach Australien aus. Hier wurde er 1961 australischer Meister im Einzel, Doppel (mit John Marton) und im Mixed (mit Mrs Suzy Javor). Nach weiteren Stationen in Schweden und den USA kehrte er 1966 wieder nach Österreich zurück.
1967 gewann Hirsch nochmals die österreichische Meisterschaft, zudem wurde er wieder für die Weltmeisterschaft in Stockholm nominiert. 1974 schloss er sich dem Verein Sportunion Wolkersdorf an, mit dessen Herrenmannschaft er in der Saison 1975/76 in die Staatsliga B aufstieg.
In den frühen 1980er Jahren war Hirsch – so wie etliche andere ehemalige Spitzenspieler – beim neu gegründeten TTK Eden in unteren Spielklassen aktiv.

## Turnierergebnisse
| Verband | Veranstaltung                         | Jahr | Ort            | Land | Einzel     | Doppel     | Mixed        | Team |
| ------- | ------------------------------------- | ---- | -------------- | ---- | ---------- | ---------- | ------------ | ---- |
| AUT     | Jugend-Europameisterschaft (Junioren) | 1958 | Falkenberg     | SWE  |            | Silber     |              |      |
| AUT     | Jugend-Europameisterschaft (Junioren) | 1957 | Donaueschingen | FRG  |            | Silber     |              |      |
| AUT     | Weltmeisterschaft                     | 1967 | Stockholm      | SWE  | letzte 128 | letzte 128 | keine Teiln. | 21   |
| AUT     | Weltmeisterschaft                     | 1959 | Dortmund       | FRG  | letzte 256 | letzte 32  | letzte 32    | 9    |